# 1841년 영국 총선
1841년 영국 총선은 1841년 영국에서 치러진 총선으로, 로버트 필의 보수당이 과반을 차지해 정권을 잡았다.

## 선거 결과
정당별 의석수
| 정당       | 의석수 |
| ---------- | ------ |
| 보수당     | 367    |
| 휘그당     | 271    |
| 아일랜드당 | 20     |
| 합계       | 658    |

정당 득표율
| 정당       | 득표수  | 득표율 |
| ---------- | ------- | ------ |
| 보수당     | 306,314 | 50.9%  |
| 휘그당     | 273,902 | 46.9%  |
| 아일랜드당 | 12,537  | 2.1%   |
| 차티스트   | 692     | 0.1%   |